# Xysticus alsus
Xysticus alsus là một loài nhện trong họ Thomisidae.
Loài này thuộc chi Xysticus. Xysticus alsus được Da-xiang Song & Jia-Fu Wang miêu tả năm 1994.